# 흰머리랑구르
흰머리랑구르 (Trachypithecus leucocephalus)는 랑구르의 일종으로 멸종위급종의 하나이다. 중국 광시 성에서 서식한다.

## 분류학
이전에는 현재 베트남의 고유중으로 간주하고 있는 깟바랑구르의 아종으로 간주되었다. 해당 분류학적 상태는 불확실했고, 프랑수아랑구르의 부분적인 백색증 개체군 또는 프랑수아랑구르의 아종, 별도의 종(T. leucocephalus), 깟바랑구르의 아종(T. poliocephalus leucocephalus) 등으로 간주되었다. 그러나 IUCN 멸종위기종 목록 평가자와 미국 포유류학회는 2007년 두 종을 분리한 연구를 토대로 이제 이 종을 별도의 종으로 인정하고 있다.

## 특징
흰머리랑구르는 검은색을 띠며 정수리와 뺨, 목이 희다(유사종 깟바랑구르와는 대조적으로 금색 정수리와 뺨, 목을 갖고 있다).

## 분포
흰머리랑구르는 중국 최남단 광시 좡족 자치구에 매우 작은 분포 범위를 가지고 있으며 카르스트 구릉 지대에 서식하며 몇몇 흩어진 개체군으로 알려져 있다. 좌강을 경계로 북쪽에 사는 프랑수아랑구르 분포 범위와 나누어진다.

## 보전 상태
흰머리랑구르는 IUCN 절멸위급종으로 등재되어 있으며, 약 250마리의 성체가 있는 600마리 이하의 개체가 있는 것으로 보인다. 국지적인 개체군 중 어느 것도 25마리를 넘지 않는다. 주로 밀렵과 작은 정도의 서식지 파괴로 위협받고 있다. 또한 프랑수아랑구르가 분포 범위 내에 들어 오면서, 흰머리랑구르와 교잡이 일어나고 있는 것으로 알려져 있으며, 이는 유전적으로 랑구르에 해로울 수 있다.